# 国光五郎

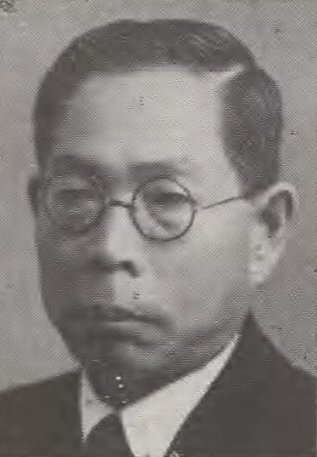
国光五郎

国光 五郎（くにみつ ごろう、1880年（明治13年）9月3日 - 1951年（昭和26年）2月3日）は、日本の政治家、山口県多額納税者。衆議院議員、地主。族籍は山口県士族。

## 経歴
山口県阿武郡萩（現在の萩市）に石津潤一の五男として生まれ、国光佐一の養子となった。1906年（明治39年）に東京帝国大学法科大学政治科を卒業した。高等文官試験に合格し、三重県属、内務属、佐賀県事務官、広島県事務官を歴任した。
1912年（明治45年）、第11回衆議院議員総選挙に出馬し、当選を果たした。立憲政友会に所属。
その後、山口県会議員や岩田村長を務め、また農業を営み山口県農会長・帝国農会議員を務めた。
1935年（昭和10年）、衆議院で補欠当選を果たし、第19回衆議院議員総選挙・第20回衆議院議員総選挙でも再選された。
その他、長周銀行監査役、南朝鮮電気株式会社監査役、天安電灯株式会社取締役などを務めた。
戦後、公職追放となった。

## 人物
住所は山口県熊毛郡岩田村（現在の光市）。

## 家族
国光家
- 養父・佐一[5] - 山口県下の大地主、多額納税者である[9]。
- 養母・マヨ（1865年 - ?、佐一の長女）[5]
- 妻・マキ（1884年 - ?、広島、野坂元延の三女）[5]
- 息子[5]
- 娘[5]